# 생산
생산(生産, 영어: production)은 사람의 경제 활동의 주된 활동이며 토지나 원재료 등에서 사람의 요구를 충족하는 재화를 만드는 행위나 그 과정을 가리킨다. 소비의 반댓말이다.
사람이 살기 위해, 또 사회가 존재하기 위해서는 언제나 다양한 식료, 의복 등의 생활 수단이나 상품, 서비스가 필요하다. 원재료나 자본, 토지, 노동력 등을 이용하고 이를 만들어 내는 과정을 생산이라고 한다. 경제학에서는 생산과 더불어 상품에 부가가치가 부여된다고 여기기도 한다.

## 종류
- 제1차 산업
  - 농림업
  - 수산업
- 제2차 산업 (제조)
  - 광업
  - 제조업
  - 건설업
- 제3차 산업 (출하)
  - 서비스업 - 서비스를 제공하는 일

## 같이 보기
- 대량 생산
- 경제, 산업, 제조업
- 부가가치
- 경제학
  - 거시경제학
  - 미시경제학
- 면허 생산(영어판)
  - 면허(라이선스)